# 讷尔格蒂亚根杰
讷尔格蒂亚根杰（Narkatiaganj）是印度比哈尔邦Pashchim Champaran县的一个城镇。总人口40830（2001年）。

## 人口
该地2001年总人口40830人，其中男性21994人，女性18836人；0—6岁人口7059人，其中男3612人，女3447人；识字率59.26%，其中男性为67.65%，女性为49.47%。